# Florence Eldridge
Florence Eldridge (Nueva York; 5 de septiembre de 1901-Long Beach, California; 1 de agosto de 1988) fue una actriz estadounidense.

## Biografía
Nacida en el barrio de Brooklyn, en Nueva York, Elridge estuvo casada con el actor Fredric March desde 1927 hasta 1975, año de la muerte de él, y con quien trabajó tanto en el teatro como en el cine.
Florence Eldridge falleció en Long Beach, California, a causa de un infarto agudo de miocardio en 1988. Tenía 86 años de edad. Fue enterrada junto a su marido en la Propiedad March, en New Milford, Connecticut.

## Actuaciones seleccionadas

### Teatro
- The Cat and the Canary
- Seis personajes en busca de autor
- Un enemigo del pueblo
- Long Day's Journey Into Night
- The Skin of Our Teeth (La piel de nuestros dientes)

### Cine
- La divorciada (1930)
- Thirteen Women (1932)
- A Modern Hero (1934)
- Los Miserables (1935)
- Mary of Scotland (1936)
- Another Part of the Forest (1948)
- An Act of Murder (Vive hoy para mañana) (1948)
- Inherit the Wind (1960)